# 얼씨구 우리가락
《얼씨구 우리가락》은 정주희 출연 박강의 리포터 양지현, 정혜정, 한아름 진행하는 광주문화방송 라디오의 장수 프로그램이다.
| 광주MBC 표준FM 일요일 프로그램 |                         |                         |
| 이전                           | 얼씨구 우리가락         | 다음                    |
| MBC 8시 뉴스                   | 얼씨구 우리가락         | MBC 9시 뉴스            |
| 오전 8시 ~ 오전 8시 5분        | 오전 8시 5분 ~ 오전 9시 | 오전 9시 ~ 오전 9시 5분 |
|                                |                         |                         |